# Euphorbia densiflora
Euphorbia densiflora là một loài thực vật có hoa trong họ Đại kích. Loài này được (Klotzsch) Klotzsch mô tả khoa học đầu tiên năm 1861.